# Église Saint-Loup de Cézy
Pour les articles homonymes, voir Église Saint-Loup.
L'église Saint-Loup de Cézy est une église située à Cézy, en France.

## Localisation
L'église est située dans le département français de l'Yonne, sur la commune de Cézy.

## Historique
L'édifice est inscrit au titre des monuments historiques en 1992.